# Paragon (Computerspiel)
Paragon war ein free-to-play Multiplayer-Online-Battle-Arena-Spiel, entwickelt und veröffentlicht von Epic Games. Das Spiel sollte voraussichtlich Anfang 2018 für Microsoft Windows und Sony Playstation 4 erscheinen und war seit August 2016 in der Open-Beta-Phase. Epic Games verkündete jedoch, dass die Entwicklung und Unterstützung von Paragon aufgrund von zu wenigen Spielern zum 26. April 2018 eingestellt wird. Das Spiel basiert auf der von Epic Games selbst entwickelten Unreal Engine 4.

## Spielaufbau
Paragon setzt sich, wie andere Spiele des Genres, aus verschiedenen Helden und Karten zusammen. Die derzeit einzige Karte ist asymmetrisch aufgebaut und beinhaltet zwei Basen auf den jeweils gegenüberliegenden Seiten. Die Aufgabe jedes Spielers ist es, gemeinsam mit seinem Team, die gegnerischen Spieler zu besiegen, die eigene Basis zu verteidigen und die des Gegners zu zerstören. Um dieses Ziel zu erreichen, haben die Spieler die Möglichkeit, auf drei verschiedenen Linien in die gegnerische Basis zu gelangen. Die verschiedenen Linien werden von Verteidigungsanlagen beider Teams bewacht. Diese Verteidigungsanlagen greifen automatisch Ziele in Reichweite an. In unmittelbarer Umgebung der Linien gibt es zusätzlich den Jungle. Im Jungle kann jeder Spieler weitere Ressourcen finden, verbunden mit dem Risiko auf Monster zu treffen. Zusätzlich befinden sich auf der Karte sogenannte “Nebelwände”, durch die man gegnerische Spieler nicht sehen kann.
Jedes Team besteht aus fünf Spielern, insgesamt gibt es zehn Spieler pro Spiel. Der Spieler übernimmt während einer Runde die Kontrolle über einen vorher ausgewählten Helden. Jeder Held besitzt fünf Fähigkeiten, inklusive des Standardangriffs und einer ultimativen Fähigkeit. Unterschiedliche Helden besitzen jeweils unterschiedliche Fähigkeiten. Zum Beispiel besitzt Grux, ein offensiver Held, die Fähigkeit, seine Gegner zu zerschlagen, während Muriel, ein defensiv ausgerichteter Charakter, ihren Verbündeten einen Schild geben kann. Beiden Teams stehen von einer KI gesteuerte Minions zur Verfügung, die langsam jede Linie in Richtung gegnerischer Basis marschieren und den jeweiligen Helden unterstützen.
Wenn Spieler einen gegnerischen Helden besiegen oder einen Turm zerstören, erlangen diese Erfahrungspunkte und Gold. Mit dem Gold wiederum kann man sich sogenannte „Attributspunkte“ kaufen, die zum Kaufen von Karten benötigt werden, wobei einige Karten direkt durch Gold erworben werden können. Bevor ein Spiel startet, kann jeder Spieler bestimmte Kartenstapel wählen, die ihm im Spiel als Aufwertungsoptionen zur Verfügung stehen. Dabei gibt es 5 Affinitäten, aus denen man zwei verschiedene für ein Deck wählen muss: Wachstum, Wissen, Ordnung, Tod und Chaos. Karten erhält man aus Truhen, die man ausschließlich durch Spielen von Paragon erhält. Ruf und Spielererfahrungspunkte werden dem Spieler nach jedem abgeschlossenen Spiel gut geschrieben. Zudem ist es möglich, innerhalb eines Shops verschiedene optische Anpassungen (z. B. Skins) für reales Geld zu erwerben. Zusätzlich gibt es seit einem Update im Dezember die Möglichkeit, Loot Crates mit realem Geld zu kaufen oder nach einer erfolgreichen Partie durch Zufall zu gewinnen. Diese Loot Crates beinhalten neben Ruf- oder Erfahrungsstärkungen, normalen Skins und Emotes auch sehr seltene, nur in diesen Loot Crates enthaltene Skins.
Das Spiel bietet einen Zuschauermodus an, mit dem einem Spiel als Zuschauer beigetreten werden kann.
Alle Helden: Aurora, Countess, Crunch, Dekker, Drongo, Feng Mao, Gadget, Gideon, Greystone, Grim.exe, Grux, Howitzer, Iggy & Scorch, Kallari, Khaimera, Kwang, Lt.Belica, Morigesh, Murdock, Muriel, Narbash, Phase, Rampage, Revenant, Riktor, Serath, Sevarog, Shinbi, Sparrow, Steel, Terra, The Fey, TwinBlast, Wraith, Wukong, Yin, Zinx.

## Entwicklung
Paragon hat die Entwicklung für das Spiel beendet. Laut dem leitenden Entwickler John Wasilczyk hat das Team bei der Entwicklung die Chance bekommen, „alles mögliche“ zu realisieren und große künstlerische Freiheiten seit dem Start des Projektes zu genießen. Eines der Schlüsselelemente des Spiels soll die Einführung verschiedener Action-Elemente in das übergeordnete MOBA-Genre sein. Um dieses Ziel zu erreichen, baut das Spiel auf einen Spielablauf in der Third-Person-Ansicht auf. Zusätzlich zielt das Helden-Design auf verschiedene Mobilitäts-Fähigkeiten ab. Die Entwickler haben sich darauf konzentriert, die aus anderen Titeln des Genre entstandenen, computeranimierten Trailer als Basis für das Spielerlebnis zu nutzen.
Laut Steve Superville, dem Creative Director des Spiels, ist die Spielumgebung so gestaltet, dass der Spieler während der Wiederbelebung die komplette Karte im Überblick hat, um so die Strategie und nächsten Schritte anzupassen. Das Karten-System soll vor allem neuen Spielern helfen, das Spiel zu verstehen und weitere strategische Möglichkeiten bieten, als es das im Genre übliche Item-System kann. Weiterhin sollen diese Neuerungen das Spiel von den Wettbewerbern abheben. Epic Games hat diesbezüglich einige Entwicklungsressourcen von Fortnite in die Entwicklung von Paragon überführt.
Das Spiel wurde offiziell am 3. November 2015 angekündigt. Der erste offizielle Gameplay-Trailer wurde auf der PlayStation Experience 2015 gezeigt. Der Early Access startete am 18. März 2016 für die PlayStation 4 und Microsoft Windows. Spieler können systemübergreifend zusammen spielen. Das Produkt ist free-to-play und es gibt aktuell 36 verschiedene Helden. Am 16. August 2016 startete die offene Betaphase zu Paragon.
Aufgrund der Erkenntnisse aus der Beta arbeitete Epic Games an einer neuen Karte namens Monolith, die die Probleme der ersten Karte abschaffen soll. Um die Länge einer Partie zu reduzieren, ist Monolith 30 % kleiner. Zudem zeichnet sie sich durch eine Asymmetrie aus, wodurch die einzelnen Pfade dynamischer werden und sich voneinander unterscheiden.
Monolith wurde anschließend in einem Dezember-Update veröffentlicht und veränderte das Spielprinzip maßgeblich. Es ist nun wesentlich actionbasierter, und schneller. Im August 2017 wurde das Kartensystem grundlegend erneuert, so dass es für Einsteiger leichter zu verstehen ist. Außerdem war das Kartensystem auf die alte Karte und das damit verbundene langsamere Spielsystem ausgelegt, so dass für Monolith ein neues System benötigt wurde. Einen Monat später kam dann das visual update für Monolith, durch das die Karte auch optisch ansprechend gestaltet wurde.